# 修武郡
修武郡，中国南北朝时设置的郡。
北周時將汲郡的一部分劃分出來設置修武郡，治所位於南修武县（今中華人民共和國河南省获嘉县）。隋朝开皇初年該郡被廢除。